# Seidelia
Seidelia é um género botânico pertencente à família Euphorbiaceae.
Plantas nativas da África austral.

## Espécies
- Seidelia firmula
- Seidelia mercurialis
- Seidelia pumila
- Seidelia triandra

## Nome e referências
Seidelia Baill.